# Isabel da Sicília, Rainha da Hungria
Isabel da Sicília (1261–1303) foi rainha consorte da Hungria por casamento com Ladislau IV da Hungria.

## Vida
Era a filha mais nova de Carlos I de Nápoles e sua primeira esposa Beatriz da Provença.
Casou-se com Ladislau IV da Hungria em 1270. Eles não tiveram filhos. Ladislau a negligenciou por causa de sua tribo semi-pagã, os cumanos; sua mãe Isabel era membro da tribo cumana. Ladislau sempre usava roupas e muitos de seus amigos eram cumanos.
Ladislau passou a maior parte de seu casamento com Isabel contactando os cumanos, incentivando-os a vir morar na Hungria. Claramente preferia a sociedade semi-pagã dos cumanos à dos cristãos; ele usava e fazia sua corte usar roupas cumanas; cercou-se de concubinas da tribo e negligenciou e maltratou sua desfavorecida consorte napolitana. Quando quiseram deixar a Hungria, o rei usou suas forças para fazê-los ficar. Sua esposa foi presa em 1286 para que Ladislau pudesse viver com uma amante cumana. Ela foi presa na Ilha Margarida, onde permaneceu pelos próximos três anos. O rei finalmente se reconciliou com sua rainha em 1289. Quando descobriu que não tinha poder suficiente para governar seus barões, ele se juntou aos cumanos.
Ladislau morreu em 1290, sem filhos, e foi sucedido por André III da Hungria, seu primo distante.
Após a morte do marido, Isabel voltou para Nápoles, mas voltou para a Hungria. No ano de 1294, a Rainha Fenenna confirmou-lhe o privilégio de recolher as doações da igreja do Condado de Veszprém. Em 1301 ela retornou a Nápoles, onde se tornou freira dominicana no mosteiro de São Pedro, fundado por sua cunhada, a rainha Maria. Isabel morreu em 1303 e foi enterrada no mosteiro de São Pedro.